# André Olbrich
André Olbrich (Düsseldorf, 3 maggio 1967) è un musicista tedesco.
È il chitarrista solista della band tedesca power metal Blind Guardian, di cui è il fondatore assieme al cantante Hansi Kürsch.

## Carriera
André conobbe Hansi a scuola e ben presto i due divennero stretti amici, condividendo così la loro passione per la musica. Decisero allora di fondare una band, i Blind Guardian (allora sotto il nome Lucifer's Heritage), con la quale raggiunsero in pochi anni il meritato successo.

## Equipaggiamento
- ESP Original Series Horizon Custom
  - Corpo: mogano
  - Manico: acero con giunzione Neck-Thru
  - Pickups: 2x EMG 81
  - Floyd Rose Tremolo System
  - 24 Jumbo Frets
  - Paletta caratteristica Jackson con logo ESP
- ESP Original Series M-II Neck Thru
  - Corpo: ontano con top figurato in acero
  - Manico: acero con giunzione Neck-Thru
  - Pickups: 1x EMG 81 (bridge) 1x EMG SA (neck)
  - Floyd Rose Tremolo System
  - 24 Jumbo Frets
- ESP Original Series Explorer Custom
  - Corpo: mogano
  - Manico: acero con giunzione Neck-Thru
  - Pickups: 2x EMG 81
  - Floyd Rose Tremolo System
  - 24 Jumbo Frets
- ESP Original Series Horizon I Custom
  - Corpo: mogano
  - Manico: acero
  - Pickups: EMG 81 Bridge / Emg Single Coil Neck (probabilmente un SA)
  - Original Floyd Rose Tremolo System
  - 24 Jumbo Frets
- Ovation Legend
  - Strings: D'Addario .010 - .046
  - Picks: Jim Dunlop Nylon 1 MM
  - Amp: Engl Straight
  - Cabinets: 2x Marshall 1960 (A & B
- RACK
  - Furman Powerconditioner
  - Shure LX Wireless System
  - Rocktron Patchmate
  - Yamaha SPX 990
  - Ibanez Tubescreamer
  - Hughes & Kettner "Red Box" Pro
  - Morley Wah
- Amplificatori

Andrè è attualmente endorser ufficiale Engl e usa solitamente una ENGL modello Savage. È tuttavia noto che in passato ha utilizzato soprattutto testate Marshall (tra cui una JCM900 dual reverb e una TSL), anche durante le recording session, oltre che situazioni live (in cui è stato visto utilizzare molteplici volte tale strumentazione). Questo ha sempre reso il sound di André molto riconoscibile da quello del compagno Marcus Siepen (più grosso, potente e più scavato, tipico dei modelli Mesa Rectifier) per avere i medi particolarmente in evidenza, caratteristica tipica delle testate di scuola britannica.
Questa sonorità è stata per molti anni, accoppiata a un frequente uso del wah, una caratteristica peculiare del chitarrista.

## Curiosità
- Andrè è descritto da tutti coloro che lo conoscono come una persona fidata e cordiale.
- Olbrich è sposato con una donna greca ed ha due figli.
- Il suo libro preferito è Il Signore degli Anelli di Tolkien.
- Le sue band preferite sono i Judas Priest, i Megadeth e i Black Sabbath.
- Olbrich è stato inserito nella classifica i "100 più grandi chitarristi metal" da Guitar World, piazzandosi alla posizione numero 76.